# Jasenovi Potoci
Jasenovi Potoci (cyr. Јасенови Потоци) – wieś w Bośni i Hercegowinie, w Republice Serbskiej, w gminie Mrkonjić Grad. W 2013 roku liczyła 96 mieszkańców.